# Tepui

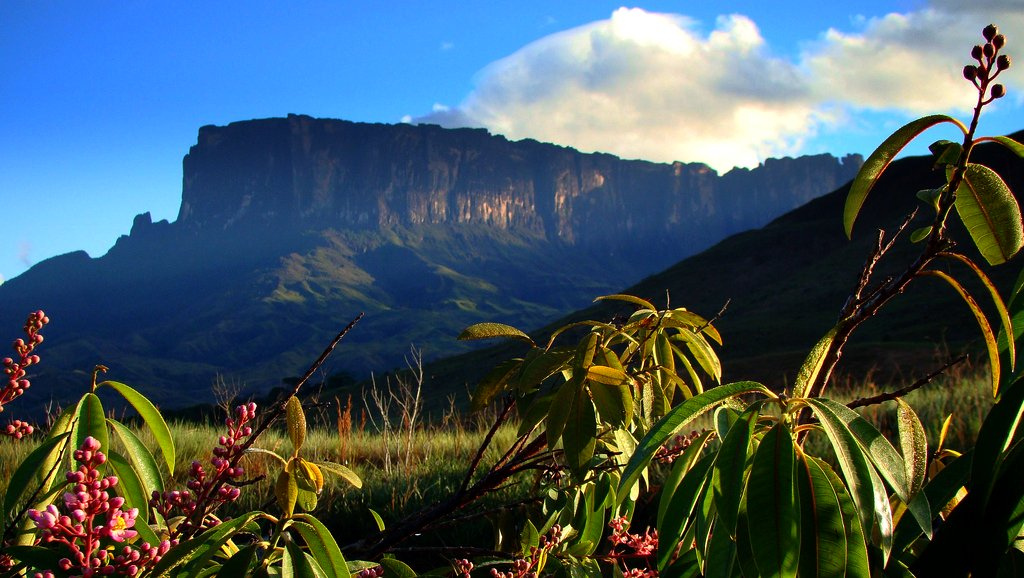
Tepui de Cuquenán, Venezuela

O tepui é um tipo de meseta especialmente abrupta, com paredes verticais e cimo geralmente plano, composta de quartzito e arenito, com leitos de ardósia, datados do período Proterozóico. Essas rochas são características do chamado Escudo das Guianas, principalmente na zona da Gran Sabana venezuelana. Essas montanhas são frequentemente chamadas de "ilhas no céu" por estarem isoladas em relação às florestas de terras baixas, funcionando como refúgios ecológicos que favoreceram o desenvolvimento de espécies exclusivas. Estas formações singulares também se encontram em menor quantidade nos países vizinhos, como a Guiana, a Colômbia e o Brasil.
São as formações expostas mais antigas do planeta, datando do Pré-cambriano. Estendem-se entre a fronteira norte do rio Amazonas e o Orinoco, entre a costa Atlântica e o Rio Negro. O formato dos tepuis resulta de processos erosivos ao longo desta fração imensa da história do nosso planeta.
Os tepuis costumam ser isolados, não fazendo parte de cadeias montanhosas. Esta característica torna-os frequentemente o ambiente onde se desenvolvem formas evolutivas únicas, tanto animais como vegetais. No seu livro "O Mundo Perdido", o escritor escocês Arthur Conan Doyle imaginou que nos cimos dos tepuis viviam grandes dinossauros. Atualmente os tepuis estão protegidos pela lei venezuelana como monumentos naturais, só sendo permitido o acesso a alguns deles. Nos cimos dos tepuis nascem rios e gigantescas cascatas, entre as quais o Salto Ángel ou Salto del Ángel, a mais alta e também a mais conhecida do mundo.
Essas impressionantes montanhas se elevam a altitudes que variam entre 800m e 3.000m e exibem uma vegetação distinta das terras baixas e que, dependendo da localidade, pode exibir uma savana amazônica ou uma floresta tropical.

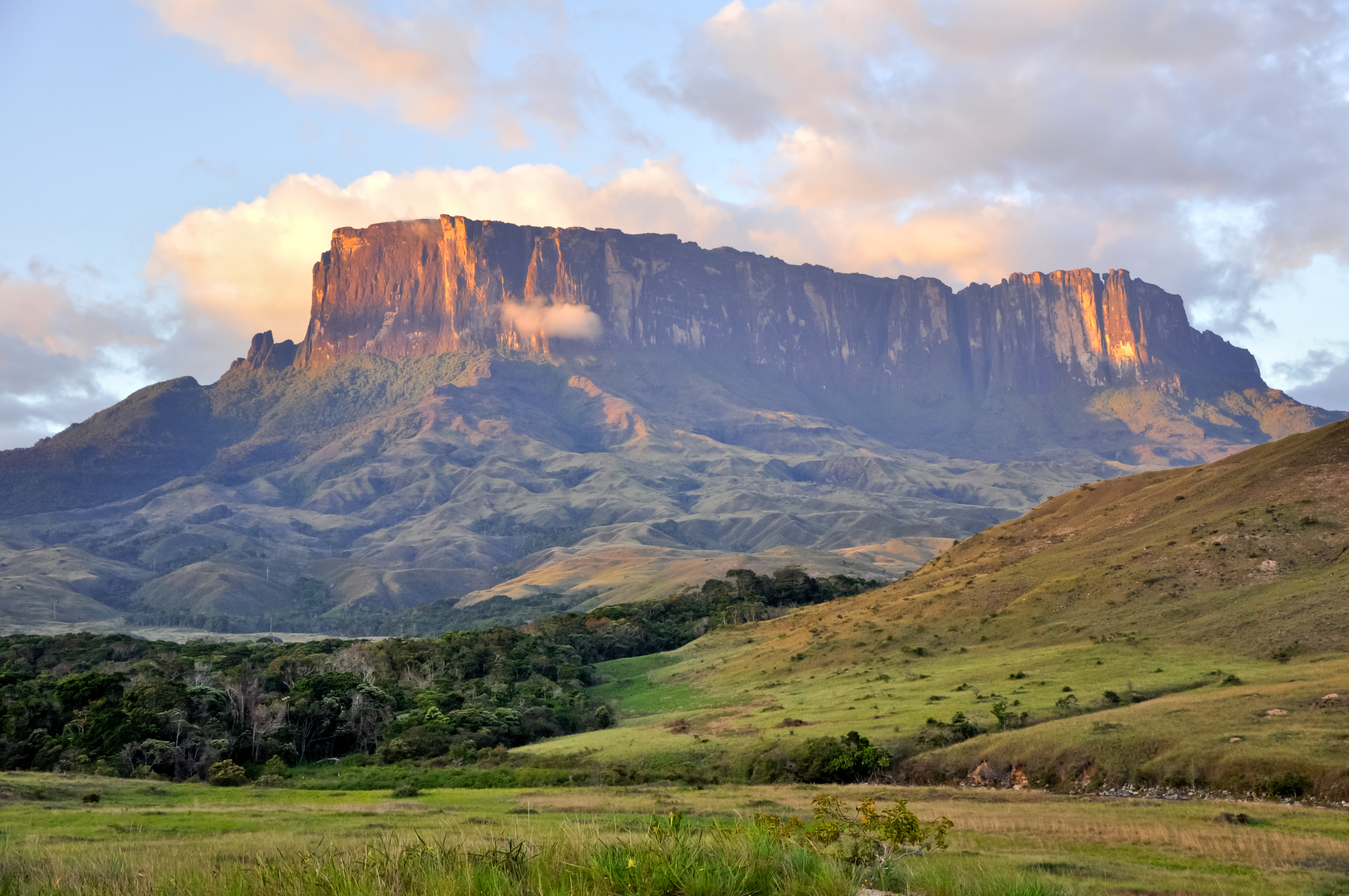
Monte Roraima

O nome "tepui" provém de uma palavra que significa montanha ou, segundo outras fontes, morada dos deuses, no idioma indígena pemon.

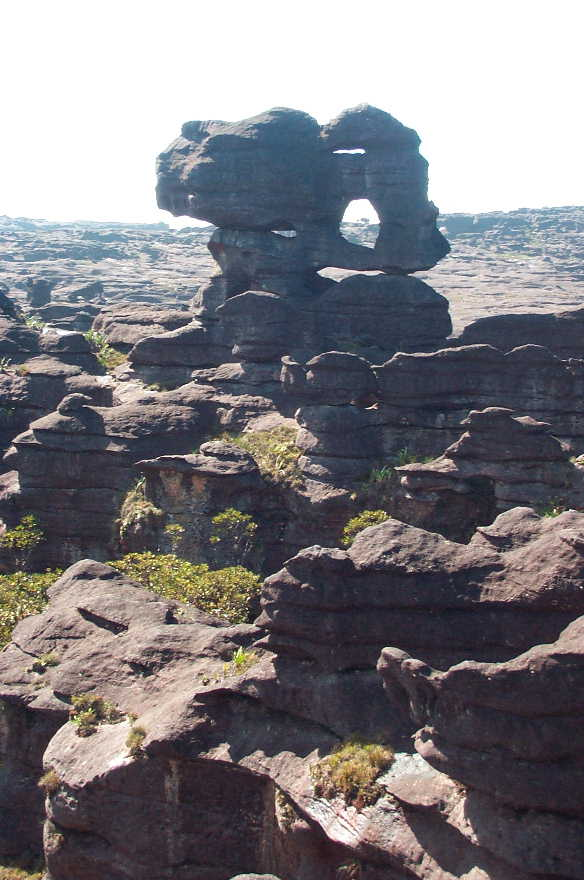
A meseta do monte Roraima. A peculiar formação rochosa é causada pela erosão

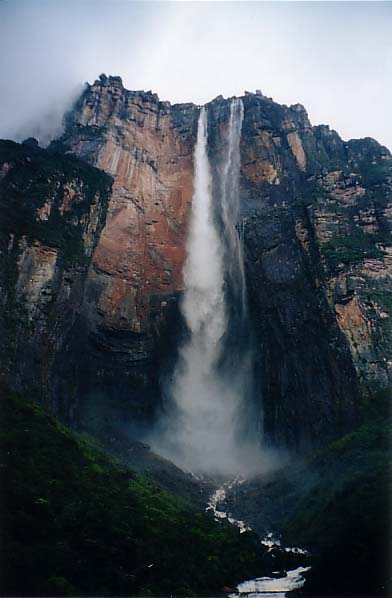
O salto Ángel, a queda de água mais alta do mundo, com 965 m

Muitas destas formações reúnem características excepcionais, como paredes invulgarmente verticais e cumes planos. Devido a sua grande antiguidade, que se aproxima dos quatro bilhões de anos, nestas formações não se encontram restos fósseis de animais ou plantas, que só apareceram muito mais tarde na história geológica da Terra.

## Flora

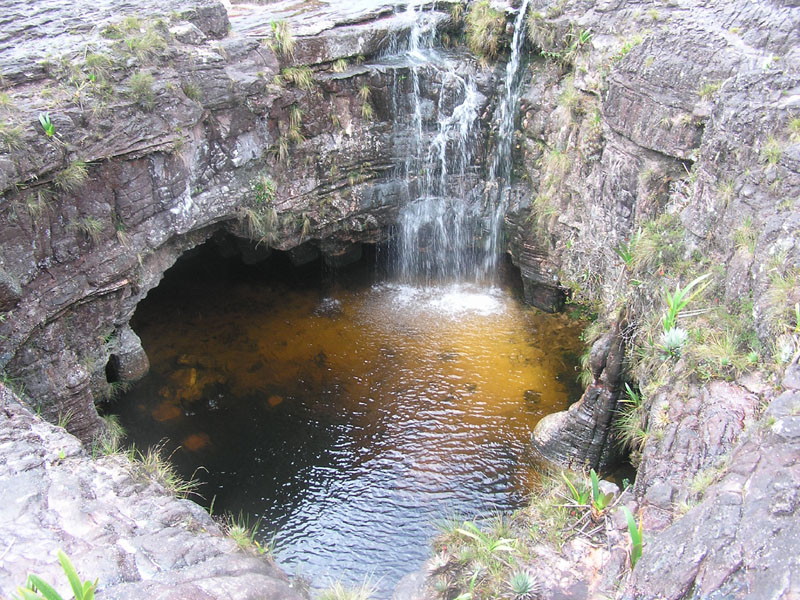
Cachoeira El Foso no Monte Roraima

A flora dos tepuis representa uma das mais ricas e únicas formações vegetais da América do Sul, sendo reconhecida pelo elevado grau de endemismo e diversidade de plantas vasculares. Os tepuis são montanhas de topo plano, localizadas principalmente na região do Escudo das Guianas, abrangendo partes da Venezuela, Guiana, Suriname, Colômbia e norte do Brasil. Isolados por muitos quilômetros de florestas, os tepuis apresentam uma vegetação que já havia sido investigada e publicada na Flora da Guiana Venezuelana — estudo que mapeou porção significativa da vida botânica daquele país, mas poucas vezes tinha sido registrada no Brasil.
São registradas 2579 espécies de plantas vasculares nos Tepuis, pertencentes a 673 gêneros e 157 famílias. Em relação aos endemismos, cerca de 34% das espécies são exclusivas dessas montanhas até 1500 metros de altitude, chegando até 41% quando considerado montanhas até 1200 metros de altitude.
Foi levantada a hipótese de que os endemismos nos tepuis representam fauna e flora relíquias que sofreram especiação vicariante quando o platô se fragmentou ao longo do tempo geológico. No entanto, estudos recentes sugerem que os tepuis não são tão isolados como se acreditava originalmente. Por exemplo, um grupo endêmico de sapos-arborícolas, o Tepuihyla, divergiu após a formação dos tepuis, ou seja, a especiação ocorreu após a colonização das terras baixas.

## Tepuis brasileiros
Entre 2011 e 2014 foi realizada uma expedição científica para os tepuis brasileiros mais conhecidos em altitudes: Serra do Aracá, Serra da Neblina, Monte Caburaí e Serra da Mocidade.
Serra do Aracá: Localizada no estado do Amazona, próximo ao Estado de Roraima e a 200 km ao norte do Rio Negro, no município de Barcelos, a Serra do Aracá abriga 436 espécies vasculares, incluindo 24 espécies endêmicas, ocupando a décima posição em termos de riqueza de espécies. O ecossistema dominante é o campo rupestre, com uma vegetação herbáceo-arbustiva rica em espécies adaptadas a solos pobres. Além disso, é o único tepui do Escudo das Guianas totalmente localizado em território brasileiro e possui uma área que corresponde a 2.474.000 campos de futebol. A Serra do Aracá, como outros tepuis, abriga representantes de linhagens ancestrais de plantas vasculares da América do Sul, mostrando a importância dos tepuis como berços de linhagens.
As formações florestais da Serra do Aracá são representadas principalmente por matas de galeria e matas nebulares, ambas com predominância de espécies arbóreas, como Cybianthus quelchii, C. fulvopulverulentus, Neocouma parviflora, Tococa guianensis e Clusia cerroana e C. savannarum. Novos dados classificam a Serra do Aracá em nono lugar em número de espécies endêmicas. Vinte por cento dos gêneros registrados na área são endêmicos do Pantepui, como o Archytaea, Brocchinia, Lindmania, Navia, Rondonanthus, Diacidia, Graffenrieda, Macairea, Nietneria, Philacra, Poecilandra, Saxofridericia, Stegolepis, Retiniphyllum, Raveniopsis e Tepuianthus.
Serra da Mocidade: Localizada no município de Caracaraí em Roraima. Segundo lendas populares da região, o nome “Serra da Mocidade” foi dado por pioneiros que tentaram chegar até seus pontos mais altos e encontraram muitas dificuldades durante o percurso, como o trajeto podendo ser realizado por vias fluviais durante o período de cheia, onde é necessário enfrentar fortes ventos e neblinas, levando a pensarem que somente era possível chegar até o topo quem estivesse no vigor da mocidade. Nesse tepui, as montanhas fazem parte de um maciço residual de grandes proporções, com altitude média de 1.000 metros e picos de até 1.800 metros.
Pico da Neblina: Localizado na Serra do Imeri, Município de Santa Isabel do Rio Negro, Amazonas, possui 2.994 metros de altitude e é considerado o ponto mais alto do país. Além de alto, o clima é frio e o solo alagado rico em matéria orgânica, possuindo uma flora biodiversa com orquídeas, plantas insetívoras, bromélias e muitas briófitas, principalmente espécies de Sphagnum, além de ter uma vegetação muito rica e diversificada na beirada dos córregos.
A espécie Heliamphora tatei Gleason (Sarraceniaceae) possui o gênero endêmico dessa região do Escudo das Guianas, pois a maioria de suas espécies tem ocorrência em locais de grandes altitudes e com solos encharcado. Espécies como Tillandsia turneri Baker (Bromeliaceae), Sticherus sp. (Gleicheniaceae), Psittacanthus montis-neblinae Rizzini (Loranthaceae) e  Sphagnum aciphyllum Müll. Hal. (Sphagnaceae) são comuns nessa região.
Serra do Caburaí: A Serra do Caburaí está localizada no Parque Nacional Monte Roraima, em Uiramutã, o município mais setentrional do país, que forma tríplice fronteira entre Brasil, Venezuela e República Cooperativista da Guiana. O Monte Caburaí, com 1.456 metros de altitude possui vários gêneros de plantas típicos da flora dos tepuis, raros no resto da Amazônia, como Drosera, Bonnetia, Comanthera, Syngonanthus, Eriocaulon, Diacidia.
Dentre as coletas de briófitas, foram encontrados dois gêneros que nunca receberam citações no Brasil, como Vanaea plagiochioloides (Inoue & Gradst.) Inoue & Gradst e Eucamptodontopsis pilifera (Mitt.) Broth. Além disso, no gênero das bromélias, foi encontrado a linhagem mais antiga das bromeliáceas, sendo as únicas insetívoras conhecidas da família e de grande porte:  Brocchinia acuminata L.B.Sm. e Brocchinia reducta Baker. No caso das orquídeas, também foi encontrada uma microorquidea, Lepanthopsis vinacea C.Schweinf. também registrada como a primeira no Brasil.